# Немировський Михайло Семенович
Михайло Немировський (нім. Mikhail Nemirovsky; 30 вересня 1974, Одеса, Українська РСР) — німецький хокеїст єврейського походження, згодом хокейний тренер.

## Біографія
Немировський розпочав свою хокейну кар'єру у 1992 році в московському клубі «Спартак», де виступав до 1994 року. Потім він переїхав до Північної Америки, приєднавшись до канадської юніорської команди «Ньюмаркет Роялс» (ОХЛ). Влітку 1994 року підписав контракт із клубом ХДСУ «Таллахассі Тайгер Шаркс», однак невдовзі перейшов до «Гемптон Роадс Едміралс», де й дограв сезон 1994/95.
У сезоні 1995/96 Немировський захищав кольори команди «Флінт Дженералс». Там він став одним із провідних нападників команди, здобувши 96 очок у 79 матчах. У 1996 році приєднався до «Форт Вейн Кометс», але після 16 ігор перейшов до Американської хокейної ліги, зігравши сім матчів за «Фредеріктон Канадієнс» — фарм-клуб «Монреаль Канадієнс». Згодом виступав за «Медісон Монстерс» і знову за «Флінт Дженералс». За перші шість років професійної кар'єри Немировський встиг пограти за вісім клубів.
До 2001 року він змінив ще десять команд, зокрема «Шарлотт Чекерс», «Ель-Пасо Баззардс» та знову «Флінт Дженералс». У сезоні 1998/99 грав у Британській хокейній Суперлізі за «Брекнелл Біз», де набрав дев’ять очок у 19 матчах. У 2001 році переїхав до Німеччини, приєднавшись до «Ратінгер Айс Елінс» (Оберліга), а пізніше перейшов до команди «Байройт». З 2002 по 2004 рік виступав за «Швайнфурт» — це було його найдовше перебування в одному клубі. За два сезони він здобув 186 очок у 107 матчах та став одним із найрезультативніших гравців ліги.
Після завершення контракту повернувся до Росії та провів дев’ять матчів у Суперлізі за «Сибір» (Новосибірськ). Однак у сезоні 2004/05 знову перебрався до Німеччини, підписавши контракт з «Ганновер Скорпіонс» із ДХЛ. Там він не закріпився, тож перейшов до британського клубу «Ноттінгем Пантерс». У сезоні 2005/06 виступав за «Дрезднер Айслевен», набравши 54 очки у 61 матчі. Наступного сезону перейшов до «Кріммічау», з яким зберіг місце у другій Бундеслізі після перемог у плей-ауті.
У сезоні 2007/08 знову грав за «Швайнфурт», а потім за «Ганновер Ідіанс» та «Гайльброннер Фалькен». Улітку 2009 року вирушив до Азії, де приєднався до клубу «Чайна Драгон» із Шанхая.
На початку грудня 2009 року він повернувся до Німеччини й спершу підтримував форму, тренуючись із командою Оберліги «Дортмунд». Завдяки тому, що двоє з трьох легіонерів вибули, а ще один зазнав травми, йому вдалося проявити себе та підписати контракт. Із сезону 2010/11 він знову почав виступати за «Швайнфурт», де виступав до 2014 року. Після цього шість років працював тренером у клубі «Бад-Кіссінген». У лютому 2020 року підписав контракт із командою Оберліги «Гехштадтер», де працював головним тренером до жовтня 2024 року. Після чого Немировський очолив команду ДХЛ2 «Фрайбург». З посади його звільнили наприкінці січня 2025 року.

## Статистика
| 1992/93           | Спартак Москва          | Суперліга         | 13  | 1   | 0   | 1   | 2    | –   | –  | –  | –   | –   |
| 1993/94           | Спартак Москва          | Суперліга         | 8   | 0   | 0   | 0   | 12   | –   | –  | –  | –   | –   |
| 1993/94           | Ньюмаркет Роялс         | ОХЛ               | 6   | 1   | 1   | 2   | 2    | –   | –  | –  | –   | –   |
| 1994/95           | Таллахассі Тайгер Шаркс | ХЛСУ              | 6   | 0   | 2   | 2   | 0    | –   | –  | –  | –   | –   |
| 1994/95           | Гемптон Роадс Едміралс  | ХЛСУ              | 29  | 6   | 14  | 20  | 33   | 4   | 2  | 0  | 2   | 4   |
| 1995/96           | Флінт Дженералс         | КоХЛ              | 65  | 29  | 52  | 81  | 121  | 14  | 5  | 10 | 15  | 10  |
| 1996/97           | Форт Вейн Кометс        | ІХЛ               | 16  | 2   | 4   | 6   | 18   | –   | –  | –  | –   | –   |
| 1996/97           | Фредеріктон Канадієнс   | АХЛ               | 7   | 1   | 0   | 1   | 0    | –   | –  | –  | –   | –   |
| 1996/97           | Медісон Монстерс        | КоХЛ              | 18  | 7   | 15  | 22  | 22   | –   | –  | –  | –   | –   |
| 1996/97           | Флінт Дженералс         | КоХЛ              | 3   | 0   | 5   | 5   | 2    | 9   | 4  | 5  | 9   | 24  |
| 1997/98           | Новий Орлеан Брасс      | ХЛСУ              | 43  | 19  | 22  | 41  | 55   | –   | –  | –  | –   | –   |
| 1997/98           | Шарлотт Чекерс          | ХЛСУ              | 25  | 7   | 17  | 24  | 40   | –   | –  | –  | –   | –   |
| 1998/99           | Флінт Дженералс         | США               | 40  | 17  | 16  | 33  | 28   | –   | –  | –  | –   | –   |
| 1998/99           | Брекнелл Біз            | БХС               | 12  | 1   | 3   | 4   | 8    | 7   | 1  | 4  | 5   | 0   |
| 1999/00           | Медісон Монстерс        | США               | 31  | 16  | 17  | 33  | 40   | –   | –  | –  | –   | –   |
| 1999/00           | Маскігон Фьюрі          | США               | 29  | 11  | 14  | 25  | 44   | –   | –  | –  | –   | –   |
| 1999/00           | Адіндродак АйсГокс      | США               | 9   | 3   | 2   | 5   | 6    | 2   | 0  | 0  | 0   | 0   |
| 2000/01           | Колорадо Голд Кінгс     | ХЛЗУ              | 5   | 0   | 2   | 2   | 2    | –   | –  | –  | –   | –   |
| 2000/01           | Порт-Гурон Бордер Кетс  | США               | 10  | 2   | 3   | 5   | 12   | –   | –  | –  | –   | –   |
| 2000/01           | Ель-Пасо Баззардс       | США               | 10  | 5   | 10  | 15  | 6    | 7   | 3  | 3  | 6   | 0   |
| 2001/02           | Ратінгер Айс Елінс      | Оберліга          | 27  | 21  | 22  | 43  | 79   | –   | –  | –  | –   | –   |
| 2001/02           | Байройт                 | Оберліга          | 18  | 4   | 10  | 14  | 46   | –   | –  | –  | –   | –   |
| 2002/03           | Швайнфурт               | Оберліга          | 50  | 37  | 54  | 91  | 163  | 3   | 2  | 2  | 4   | 4   |
| 2003/04           | Швайнфурт               | Оберліга          | 52  | 34  | 56  | 90  | 108  | 2   | 0  | 1  | 1   | 2   |
| 2004/05           | Сибір Новосибірськ      | Суперліга         | 9   | 2   | 1   | 3   | 8    | –   | –  | –  | –   | –   |
| 2004/05           | Ганновер Скорпіонс      | ДХЛ               | 18  | 1   | 1   | 2   | 8    | –   | –  | –  | –   | –   |
| 2004/05           | Ноттінгем Пантерс       | Британія          | 1   | 0   | 0   | 0   | 0    | 7   | 3  | 1  | 4   | 0   |
| 2005/06           | Дрезднер Айслевен       | Друга Бундесліга  | 52  | 16  | 34  | 50  | 58   | 9   | 2  | 2  | 4   | 14  |
| 2006/07           | Кріммічау               | Друга Бундесліга  | 45  | 12  | 17  | 29  | 70   | 6   | 2  | 3  | 5   | 16  |
| 2007/08           | Швайнфурт               | РЛ                | 29  | 22  | 56  | 78  | 46   | 7   | 3  | 8  | 11  | 96  |
| 2008/09           | Ганновер Ідіанс         | Оберліга          | 4   | 2   | 2   | 4   | 0    | –   | –  | –  | –   | –   |
| 2008/09           | Гайльброннер Фалькен    | Друга Бундесліга  | 31  | 4   | 6   | 10  | 18   | –   | –  | –  | –   | –   |
| 2009/10           | Дортмунд                | Оберліга          | 19  | 4   | 14  | 18  | 14   | 9   | 3  | 6  | 9   | 10  |
| 2010/11           | Швайнфурт               | Баварія           | 27  | 14  | 23  | 37  | 90   | 10  | 9  | 9  | 18  | 24  |
| 2011/12           | Швайнфурт               | Баварія           | 29  | 15  | 42  | 57  | 60   | 10  | 5  | 8  | 13  | 20  |
| 2012/13           | Швайнфурт               | Оберліга          | 26  | 9   | 30  | 39  | 30   | 7   | 0  | 8  | 8   | 4   |
| Усього за кар'єру | Усього за кар'єру       | Усього за кар'єру | 823 | 325 | 577 | 902 | 1251 | 113 | 44 | 70 | 114 | 228 |